# 인도비단뱀
인도비단뱀(Indian python)은 인도 아대륙과 동남아시아의 열대 및 아열대 지역에 서식하는 거대 비독성 비단뱀 종이다. 이 뱀은 일반적으로 버마비단뱀보다 색이 옅으며 보통 3m에 이른다.

## 묘사
인도비단뱀의 색깔 패턴은 희거나 노랗고 황갈색에서 황갈색까지 얼룩진 무늬가 있다. 이것은 지형과 서식지에 따라 다르다. 서고츠산맥와 아삼주의 언덕 숲에서 나온 표본은 더 어두운 반면 데칸고원과 동고츠산맥의 표본은 보통 더 밝다.
인도에서 발생하는 지명 아종은 일반적으로 3m까지 자란다. 이 값은 1990년 케올라디오 국립공원에서 실시한 연구에 의해 뒷받침되고 있는데, 이 연구에서는 비단뱀 개체군의 25%가 2.7~3.3m 길이였다. 두 명의 개인은 심지어 거의 3.6m를 측정했다.
과거 버마비단뱀과의 혼동, 과장, 늘어난 피부 때문에 이 아종의 최대 길이는 구별하기 어렵다. 파키스탄에서 채집된 가장 긴 과학 기록 표본은 길이 4.6m에 무게 52kg이었다. 파키스탄에서, 인도비단뱀은 보통 2.4~3.0m 의 길이에 이른다.

## 분포 및 서식지
인도비단뱀은 인도, 네팔 남부, 파키스탄, 스리랑카, 부탄, 방글라데시, 그리고 아마도 미얀마 북부에서 발생할 것이다. 초원, 늪, 습지, 바위 언덕, 삼림지, 개활지, 강 계곡 등 다양한 서식지에서 서식한다. 그것은 영구적인 수원이 필요하다. 이 뱀은 버려진 포유류 굴, 속이 빈 나무, 울창한 물갈대, 맹그로브 덤불 속에 숨는다.

## 행동
서식지에서도 무기력하고 움직임이 느린 이들은 소심함을 보이며 공격을 받아도 좀처럼 공격을 시도하지 않는다. 보행은 보통 몸이 일직선으로 움직이는 동작으로, 갈비뼈를 짚고 걷는 동작이다. 그들은 수영을 잘 하고 집에서 물속에서 조용하다. 필요한 경우 몇 분 동안 완전히 물에 잠길 수 있지만 일반적으로 둑 근처에 있는 것을 선호한다.

### 먹이

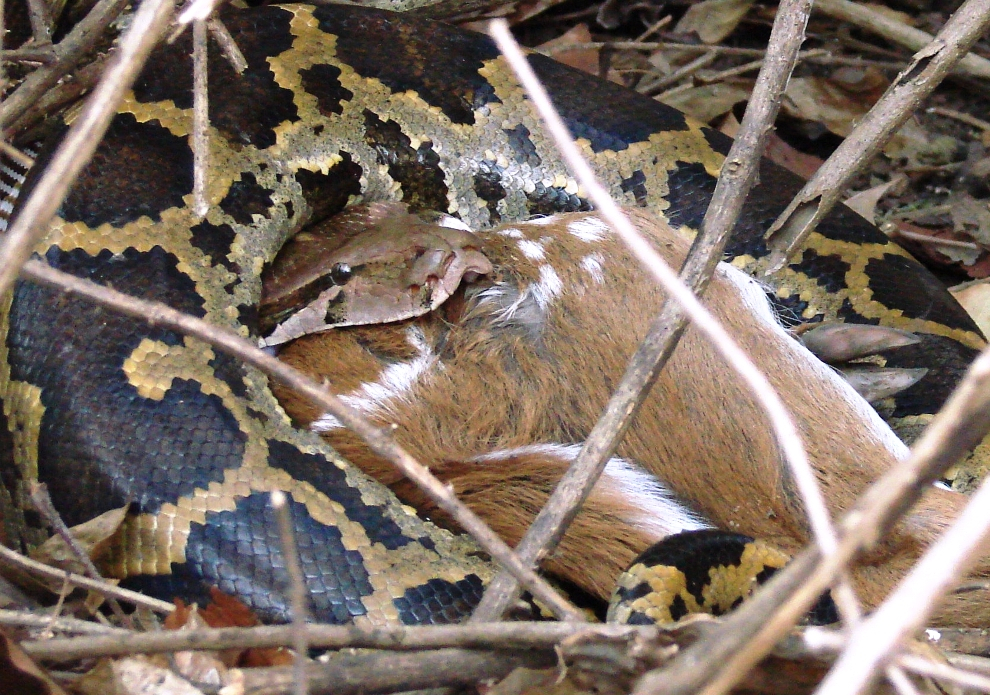
액시스사슴을 삼키는 인도비단뱀

모든 뱀과 마찬가지로 인도비단뱀은 엄격한 육식 동물로 포유류, 조류, 파충류를 무차별적으로 먹지만 포유류를 선호하는 것으로 보인다. 먹이를 보는 것에 흥분한 뱀은 떨리는 꼬리를 가지고 전진하고 입을 벌리고 돌진한다. 살아있는 먹이는 수축되어 죽다. 하나 또는 두 개로 휘감아 사용하여 단단히 쥐어 고정한다. 숨을 쉴 수 없는 먹이는 굴복하고 뒤이어 머리부터 삼켜진다. 많이 먹은 후에는 움직이려 하지 않는다. 억지로 하게 되면, 식사의 딱딱한 부분이 몸을 찢을 수 있다. 따라서, 방해받으면, 어떤 표본들은 잠재적인 포식자들로부터 탈출하기 위해 그들의 음식을 토해낸다. 폭식 후, 개인은 몇 주 동안 금식할 수 있으며, 최장 기간은 2년이다. 비단뱀은 턱뼈가 연결되어 있지 않기 때문에 지름보다 큰 먹이를 삼킬 수 있다. 게다가, 먹이는 이빨의 배열 때문에 입 밖으로 나갈 수 없다.

### 번식

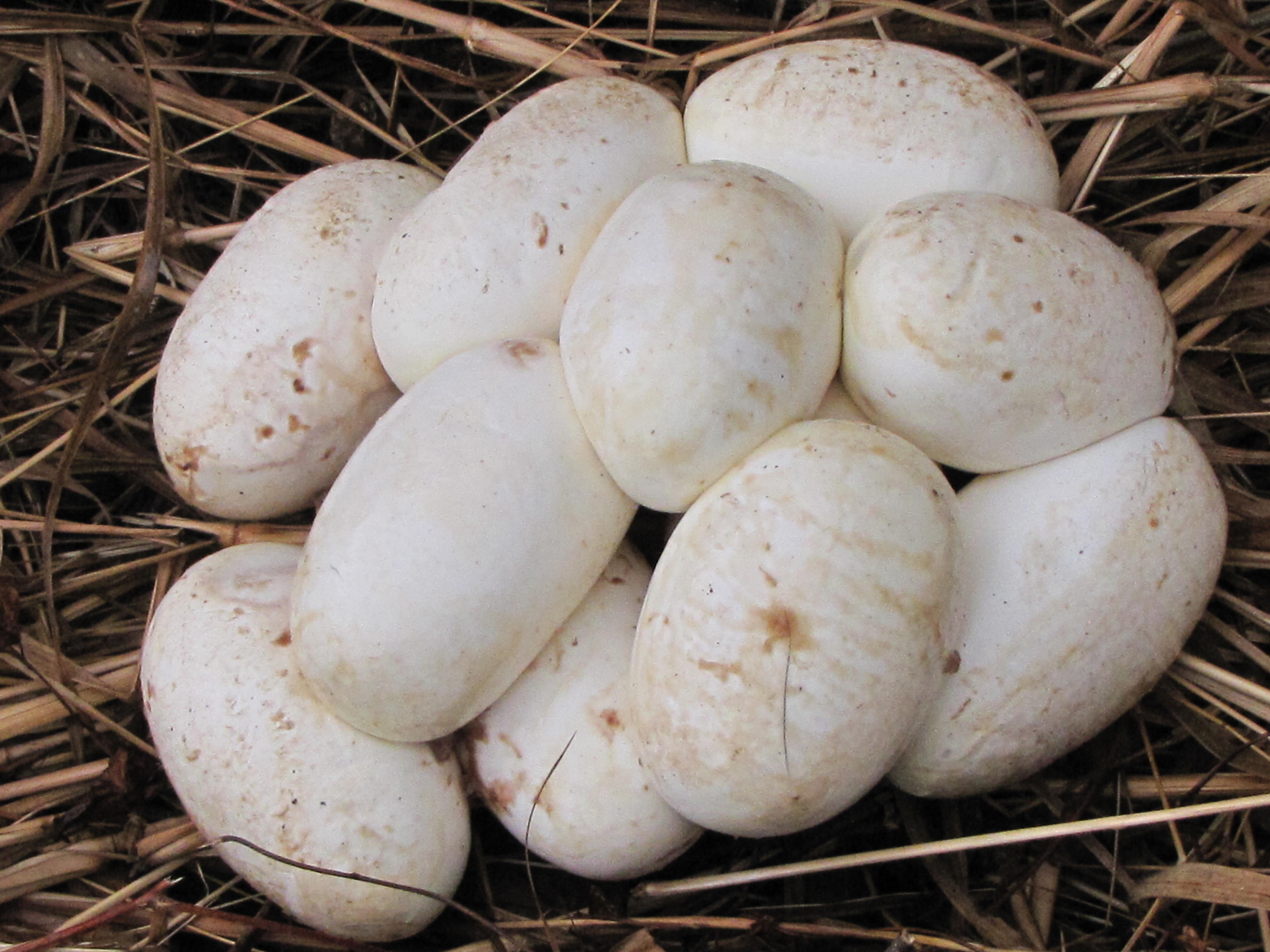
인도비단뱀의 알

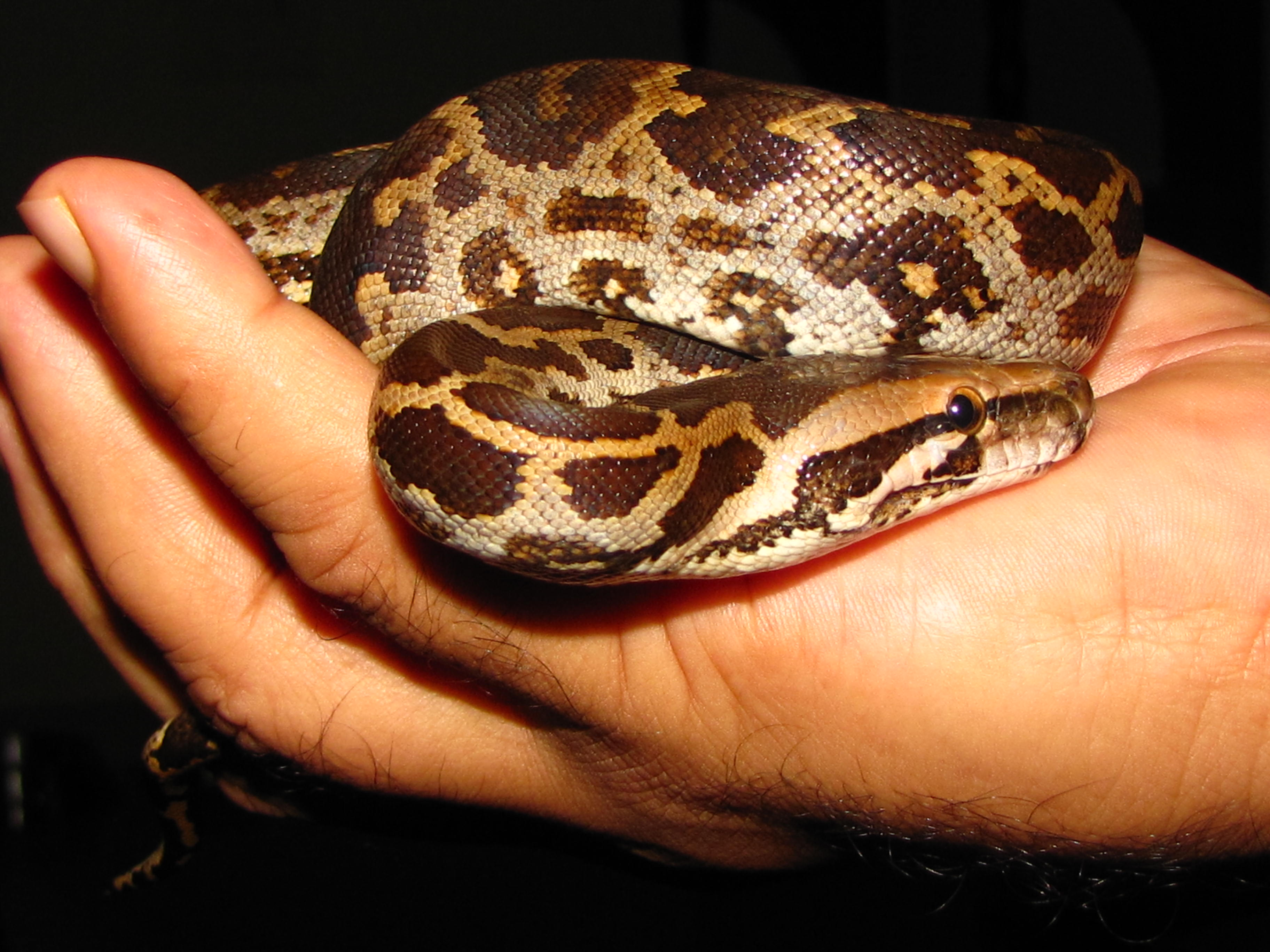
어린 인도비단뱀

난생은 암컷이 최대 100개의 알을 낳는데 암컷은 보호하고 품는다. 이를 위해 근육수축을 통해 체온을 주변 수준 이상으로 올릴 수 있다. 새끼는 몸길이 45~60cm(18~24인치)로 빠르게 자란다. 인도에서 버려진 알이나 방치된 알에서 부화기를 성공적으로 키우기 위해 기후 조절 환경실을 이용한 인공 배양법이 개발됐다.

## 보존 여부
인도비단뱀은 IUCN 적색 목록에서 위험/근접 위협종으로 분류된다. 이 목록은 멸종 위기에 처할 수 있으며 자주 재평가해야 함을 나타낸다.
승명아종 Python molurus molurus는 사이테스 부속서 I, 나머지는 부속서 II에 해당한다.